# Oriol Bohigas i Guardiola
Oriol Bohigas i Guardiola (Barcelona, 20 december 1925 - aldaar, 30 november 2021) was een Catalaanse architect, stedenbouwkundige en hoogleraar. Hij ontwierp rond 1951 markante gebouwen en wijken, waarvan de Mútua Metaŀlúrgica in Barcelona en de Kochstraße in Berlijn-Friedrichstadt tot de belangrijkste behoren. Bij het ontwerp van het Olympisch dorp voor de Olympische Zomerspelen 1992 waarbij de stad Barcelona, die door wegen en haveninstallaties lang afgesneden was van de Middellandse Zee, opnieuw een zeefront kreeg, speelde hij een aanzienlijke rol. In Nederland ontwierp hij een appartementengebouw in de wijk Céramique in Maastricht.

## Jeugd
Hij werd geboren in Barcelona in 1925. Hij was de zoon van Pere Bohigas i Tarragb (1886-1947), een landbouwers- en handelaarsfamilie uit Bages, en van Maria Guardiola i Ferrer (1895-1890), afkomstig uit een burgerlijke familie van kleine industriëlen uit Hostalfrancs. In 1937, tijdens de Spaanse Burgeroorlog, verhuisde de familie naar Olot omdat zijn vader belast werd met het organiseren van de bewaking van de kunstschatten van de Barcelonese musea, die daar tijdelijk werden ondergebracht om ze voor het oorlogsgeweld te beschermen. Naast architectuur studeerde hij onder invloed van zijn muzikaal aangelegde moeder ook piano.

## Architect en stedenbouwkundige
Vanaf 1939 zette hij zijn middelbare studies verder in Barcelona. In 1943 slaagde hij met de hoogste onderscheiding voor het staatsexamen. Samen met een aantal collega's (Moragas, Sostres, Coderch, Gili, Valls, Martorell en Pratmarsó) richtte hij in 1951 de Groep R op, die streefde naar een radicale ommekeer in de architectuurcultuur van het franquisme. In 1957 trouwde hij met Isabel Arnau. Het echtpaar kreeg vijf kinderen.
Van 1943 tot 1951 studeerde hij aan de Hogeschool voor Architectuur, de Escola Tècnica Superior d'Arquitectura de Barcelona, in zijn geboortestad. In 1951 richtte hij samen met Josep Maria Martorell i Codina en de Brit David Mackay het bureau MBM Arquitectes op. In 1961 specialiseerde hij zich in de stedenbouwkunde en in 1965 promoveerde hij op een studie over de neoclassicistische en romantische architectuur in Barcelona.
In maart 1966 was hij een van een hele reeks catalanistische intellectuelen en kunstenaars die deelnam aan de Caputxinada, een van de eerste grote manifestaties van de verzetsbeweging tegen de dictatuur van Francisco Franco. Na zijn arrestatie kreeg hij een boete en werd hij ontslagen als hoogleraar. Vanaf 1970 bekleedde hij de leerstoel Compositie aan de Architectuurschool van Barcelona. In 1971 weigerde hij de eed van trouw aan de franquistische eenheidspartij Movimiento te zweren en werd zijn benoeming vernietigd. Pas in 1977, tijdens de overgangsperiode naar de democratie, werd hij herbenoemd.
Na de dood van Franco (1975) en de terugkeer van de democratie (1978) kreeg hij weer overheidsopdrachten en werd hij in 1977 directeur van de hogeschool waar hij zelf gestudeerd had. In 1984 gaf hij die functie op en werd hij stedenbouwkundig raadgever van het stadsbestuur van Barcelona, als coördinator van de bouw- en wegenwerken die de stad voor de Olympische Spelen van 1992 moest uitvoeren. In 1991 werd hij benoemd tot hoofd van de afdeling Cultuur van Barcelona.
Naast zijn beroep als architect en stedenbouwkundige was Bohigas ook zeer actief op cultureel vlak. Vanaf 1969 werkte hij mee aan de uitgeverij Edicions 62 die sedert 1962, profiterend van een voorzichtige ontspanning van de dictatuur, opnieuw in het Catalaans kon publiceren. Van 1981 tot 1988 was hij voorzitter van de Fundació Joan Miró. Van 2003 tot 2007 was hij voorzitter van het cultureel centrum Ateneu Barcelonès.

## Een aantal projecten met het bureau MBM

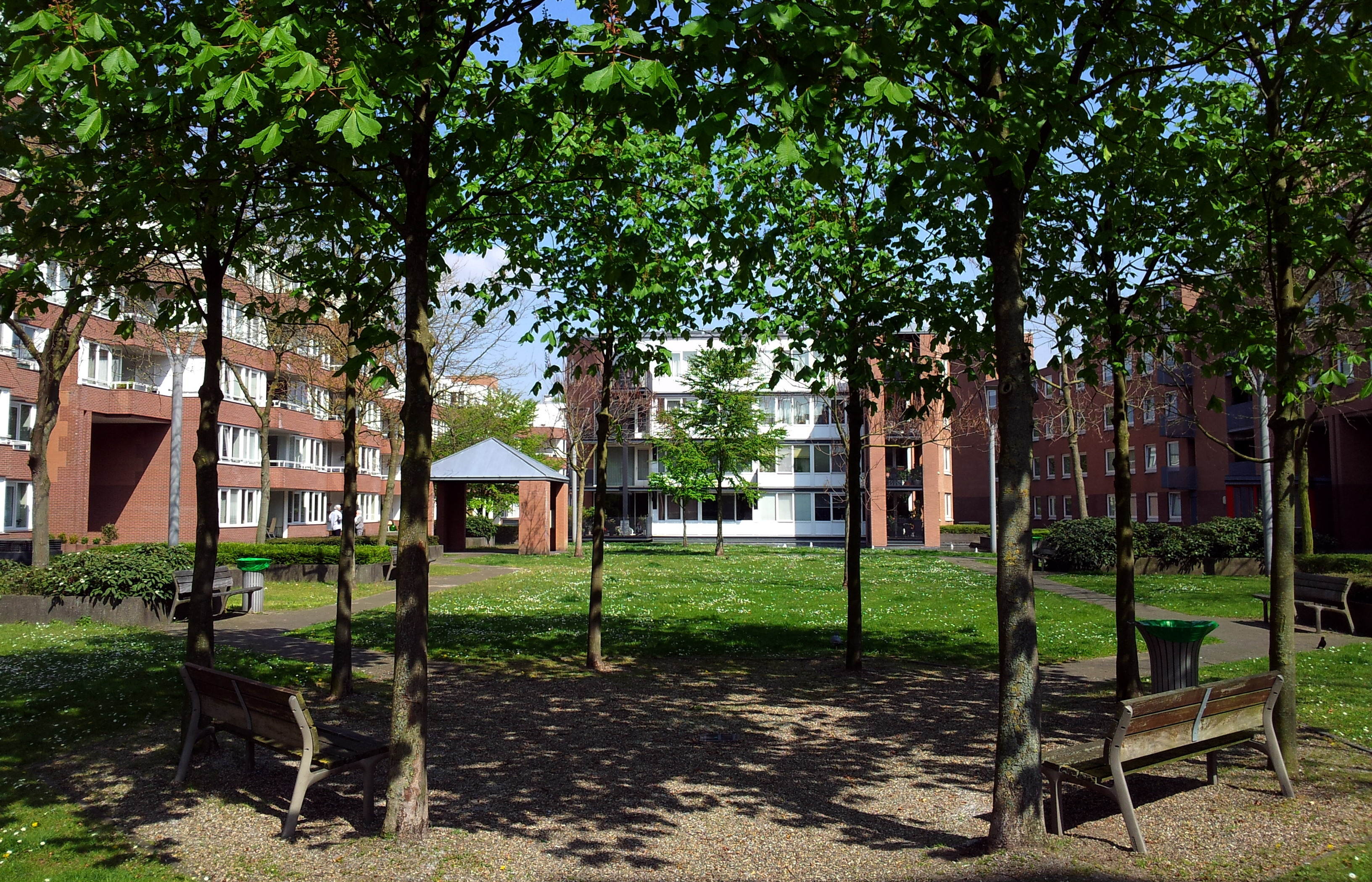
Jardin Céramique of Klein Circus aan de Avenue Céramique in Maastricht

- Het gebouw van de onderlinge verzekeringsmaatschappij Mútua Metal.lúrgica
- Flatgebouwen in de Kochstraße in Berlijn
- Ombouw en modernisering van het theater Poliorama in Barcelona
- Een groep woningen aan de Ronda del Guinardó in Barcelona (1961-1964)
- De Escola Garbí (1965), school, in Barcelona[7]
- De hoofdzetel van de uitgeverij Editorial Destino in Badalona (1965-1967)
- De Sagrada Família in Igualada (1965-1969)[8]
- De Escola Thau Barcelona in Barcelona (1972-1974)
- Het Olympisch dorp en de Olympische Haven van Barcelona (1985-1992)
- De wijk Sextius-Mirabeau in Aix-en-Provence 1990
- Kantoorgebouw Palau Nou de la Rambla in Barcelona (1989-1993)
- Appartementengebouw Jardin Céramique of Klein Circus, Maastricht-Céramique (1994-98)
- De Universiteit Pompeu Fabra in Barcelona (1995-2001)
- De wijk Perrache-Confluent in Lyon (1997)
- De uitbreiding van het grootwarenhuis El Corte Inglés (1998-2004)

## Belangrijkste prijzen en onderscheidingen
- Verschillende prijzen van de stichting Foment de les Arts i del Disseny, een stichting die sedert 1904 design stimuleert
- 1984: Samen met zijn studiegenoten, de prijs van de Internationale Bauausstellung in Berlijn voor een project voor de wederopbouw van een wijk
- 1990: Serra d'Or-criticiprijs voor literatuur en essay
- 1988: Médaille de l'Urbanisme van de Parijse Académie d'architecture
- 1991: Creu de Sant Jordi
- 1992: Doctor Honoris Causa aan de Technische Universiteit Darmstadt
- 1995: Doctor Honoris Causa aan de Universiteit Menéndez y Pelayo in Santander
- 2004: Arpafil-prijs ter gelegenheid van de boekenbeurs van Guadalajara
- 2011: Premi Nacional de Cultura voor zijn volledige carrière van de Consell Nacional de la Cultura i de les Arts

Een volledige lijst is hier te vinden.